# Bandstjärtad eremit
Bandstjärtad eremit (Threnetes ruckeri) är en fågel i familjen kolibrier.

## Utseende och läte
Bandstjärt eremit har en lång böjd näbb med gulaktig underdel, streckat ansikte, svartaktig strupfläck och en rostbrun fläck på bröstet. Stjärtteckningen är påtaglig, svart med vita spetsar och vitt även längst in som dock bara ses när den breder ut stjärten. Lätet är ett vasst och strävt pip.

## Utbredning och systematik
Bandstjärtad eremit delas in i tre underarter:
- Threnetes ruckeri ventosus – förekommer från tropiska östra Guatemala och Belize till västra Panama
- Threnetes ruckeri ruckeri – förekommer från norra och västra Colombia till västra Ecuador
- Threnetes ruckeri venezuelensis – förekommer i nordvästra Venezuela (regionen sydväst om Maracaibosjön)

## Levnadssätt
Bandstjärtad eremit hittas fåtaligt i fuktiga städesgröna skogar och skogsbryn i tropiska låglänta områden. Där föredrar den skuggig undervegetation, framför allt med inslag av Heliconia.

## Status och hot
Arten har ett stort utbredningsområde, men tros minska i antal, dock inte tillräckligt kraftigt för att den ska betraktas som hotad. Internationella naturvårdsunionen IUCN listar arten som livskraftig (LC). Beståndet uppskattas till i storleksordningen 50 000 till en halv miljon till fem miljoner vuxna individer.

## Namn
Fågelns vetenskapliga artnamn hedrar Sigismund Rucker (1815-1890), en engelsk affärsman, konstsamlare och kolibrikännare.